# Ли Сы
Ли Сы (кит. 李斯, пиньинь Lǐ Sī; 280 до н. э., Шанцай, Чу — 208 до н. э., Сяньян, Цинь) — сановник при дворе императора Цинь Шихуана, занимавший должность главного советника в государстве Цинь между 246 до н. э. и 208 до н. э. Он был убеждённым сторонником легизма, был известен также как выдающийся каллиграф. Во время смерти Цинь Шихуана он организовал заговор совместно с Чжао Гао, в результате которого власть перешла не к старшему сыну, а к младшему — Хухаю.
За время исполнения своей должности он определял политику и идеологию Циньского государства, обладал огромной работоспособностью и аналитическим талантом; по его идеям государство превратилось в жестокую военизированную машину, управляемую сложным бюрократическим аппаратом. Под его началом были упорядочены меры и веса, приведена к единому стандарту китайская письменность и введён единый шрифт. Он был яростным противником конфуцианства — учёные подвергались жестоким репрессиям. В конечном счёте, из-за интриг Чжао Гао, был лишён всех постов и казнён.

## Ранние годы
Ли Сы родился в местности Шанцай (кит. 上蔡) царства Чу (современная провинция Хэнань). В молодости он был дровосеком, затем сумел получить должность младшего чиновника в Чу. Однажды он обратил внимание, что крысы в отхожем месте были злые и грязные, а в амбаре — сытые и спокойные. Из этого он сделал вывод, что значимость людей определяется их социальным статусом, который каждому выпадает случайным образом, и люди не имеют моральных ограничений в стремлении добиться того, что́ они считают в данный момент наилучшим для них. Он решил сделать карьеру и принялся упорно учиться: это был его единственный шанс, так как его семья не принадлежала к аристократии. Проучившись у выдающегося конфуцианского ученого Сюнь-цзы, он решил поискать счастья в самом сильном государстве того времени — царстве Цинь. Сюнь-цзы не одобрил поступка своего ученика и предупредил, что государственная служба таит в себе много опасностей. На это Ли Сы с усмешкой заявил: «Долго находиться в незнатном статусе, в тяжелом и мучительном материальном положении, осуждать свой век и питать отвращение к политике, выдавать себя за наслаждающегося недеянием совершенномудрого — не лучшая манера поведения для учёного, о мой наставник» (Шицзи, гл. 87).

## Карьера в государстве Цинь
В царстве Цинь ему покровительствовал главный советник Люй Бувэй (кит. 吕不韦), и он смог добиться аудиенции императора Цинь Шихуана. Император высоко оценил его идеи о том, как объединить Китай, и стал прислушиваться к его советам.
Однако в 237 году циньские придворные, недовольные тем, что иностранцам дают множество постов, предложили императору изгнать из страны всех чужеземцев. Как уроженец Чу, под это решение подпадал и Ли Сы. Он предстал перед императором и мастерски расписал все преимущества, которые дают циньскому государству «пришлые советники», не забыв упомянуть «знойных девушек Чжао». Приказ об изгнании не был отдан, а за свой красноречивый доклад Ли Сы получил повышение.
Согласно «Историческим запискам» (кит. 史记) Сыма Цяня, Ли Сы подготовил устранение принца Ханьфэй-цзы, выдающегося учёного и писателя того времени. Принц был дипломатическим заложником Цинь. Завидуя ему, Ли Сы уговорил Цинь Шихуана посадить его в тюрьму, где заставил его принять яд.
По совету Ли Сы император стал преследовать учёных «ста школ», и в первую очередь конфуцианцев. Историк Сыма Цянь пишет:

«…Однако приверженцы частных школ … поносят законы и наставления, и каждый, услышав о издании указа, исходя из своего учения, начинает обсуждать его. Войдя во дворец, они осуждают всё в своём сердце, выйдя из дворца, они занимаются пересудами в переулках. Поношение монарха они считают доблестью,… собирая низких людей, они сеют клевету. Самое лучшее — запретить это!»

Ли Сы предложил запретить все школы и сжечь все политические книги, наказав смертной казнью тех, кто их хранит, кроме отдельных медицинских и гадательных книг и книг о земледелии. Жёстко преследовались конфуцианцы. В 214 до н. э. были уничтожены все труды Конфуция и устроено массовое сожжение книг, которые было необходимо сдавать властям под угрозой казни, а когда учёные объявили протест, в 213 до н. э. были закопаны (坑) заживо 460 конфуцианцев. Высказывается мнение, что в этом акте проявлялся механизм искусственно создаваемой социальной амнезии. Император был уверен, что идеи, содержавшиеся в книгах, представляют угрозу для его плана нового общественного порядка — создания «универсального китайского государства».
Перед смертью Цинь Шихуан послал письмо своему старшему сыну Фусу с завещанием, оставляя ему империю и указанием встречать траурный кортеж. Главный евнух Чжао Гао, будучи начальником канцелярии, должен был поставить на письмо печать и отправить. Но он задержал отправку письма, и письмо так и не дошло до адресата.
Когда Цинь Шихуан внезапно умер, Чжао Гао и Ли Сы некоторое время скрывали его смерть. Они поместили гроб с телом императора на повозку, носили еду и принимали письма императору, отвечая на них от его имени. Когда из-за сильной жары тело стало разлагаться, они обложили повозку солёной рыбой, чтобы перебить запах. Они же подделали завещание императора, назначив наследником младшего сына Хухая (наставником которого был Ли Сы), и послали старшему сыну Фусу и генералу Мэн Тяню приказ от имени Цинь Шихуана почётно покончить с собой.

## Смерть
Ли Сы, столь много сделавший для укрепления легистского режима в империи Цинь, сам же и стал его жертвой. После смерти Цин Шихуана Чжао Гао с помощью интриг смог взять в свои руки дела государства, уговорив нового императора не принимать чиновников непосредственно. В начале правления по приказу Эрши Хуана (Хухая) были казнены большинство губернаторов и чиновников при дворе. В конце концов очередь дошла и до Ли Сы.
Чжао Гао оговорил Ли Сы перед императором, желая устранить могущественного соперника от дел управления государственным аппаратом. Сделав невероятную карьеру — от безвестного дровосека до первого министра циньской империи, — Ли Сы в возрасте 72 лет испытал такое же невероятное падение: он лишился не только всех постов и званий, но и жизни. О казни Ли Сы существуют противоречивые сведения. Согласно Сыма Цяню, он был разрублен надвое в пояснице на центральной площади Сяньяна, столицы империи («Шицзи», гл. 87); однако «Хуайнань-цзы» и «Янь те лунь» утверждают, что Ли Сы был разорван на части колесницами в городе Юньян, что в уезде Шуньхуа провинции Шэньси. Вместе с Ли Сы, в соответствии с законами империи о государственных преступниках, был истреблен и весь его род до третьего колена.

## Наследие
Ли Сы был вдохновителем установления бюрократического аппарата, который после Цинь использовался последующими династиями. Системы мер, весов и денежного обращения были приведены в порядок. Государство Цинь стало очень эффективным и сильным.
Ли Сы привёл в систему стандартное написание китайских иероглифов и ввёл стандартный шрифт, собрав образцы из разных областей Китая.

### На иностранном языке
- Levi, Jean. Han fei tzu (韩非子) // Early Chinese Texts: A Bibliographical Guide  / Loewe, Michael ed.. — Berkeley: Society for the Study of Early China, and the Institute of East Asian Studies, University of California, 1993. — P. 115—116. — ISBN 1-55729-043-1.
- Michael, Franz. China through the Ages: History of a Civilization. — Taipei: Westview Press; SMC Publishing, Inc, 1986. — P. 53—67. — ISBN 0-86531-725-9; 957—638-190-8.
- Nivison, David S. The Classical Philosophical Writings // The Cambridge History of Ancient China: From the Origins of Civilization to 221 B.C.  / Loewe, Michael & Shaughnessy, Edward L. — Cambridge University Press, 1999. — P. 745—812.

### На русском языке
- Ли Сы // Лесничий — Магнит. — М. : Советская энциклопедия, 1954. — С. 216. — (Большая советская энциклопедия : [в 51 т.] /  гл. ред. Б. А. Введенский ; 1949—1958, т. 25).
- Сыма Цянь. Глава «Биография Ли Сы» // Исторические записки / Пер. с кит. и коммент. Р. В. Вяткина и В. С. Таскина; Вступ. ст. М. В. Крюкова. — М.: Наука, 1996. — Т. 7. — 462 с. — 3000 экз. — ISBN 5-02-017826-8.